# Narciarski bieg na orientację na Zimowych Światowych Wojskowych Igrzyskach Sportowych 2010
Narciarski bieg na orientację na 1. Zimowych Światowych Wojskowych Igrzyskach Sportowych – jedna z zimowych dyscyplin sportu rozgrywanych podczas igrzysk wojskowych w miejscowości Cogne położonej na terenie parku Gran Paradiso w regionie Dolina Aosty we Włoszech w dniu 23 marca 2010. Konkurencje indywidualne wygrali aktualni mistrzowie świata u kobiet Francuzka Christelle Gros, a u mężczyzn Rosjanin Eduard Chrennikow.

## Harmonogram
| Marzec 2010                   | 20 So | 21 Ni | 22 Po | 23 Wt | 24 Śr | 25 Cz |
| ----------------------------- | ----- | ----- | ----- | ----- | ----- | ----- |
| Narciarski bieg na orientację |       |       |       | 4     |       |       |

Legenda
|  | Eliminacje |  | Finał (ilość) |

## Konkurencje
Narciarski bieg na orientację składa się z połączenia biegów narciarskich i biegu na orientację. Poziom trudności narciarskiego biegu na orientację w porównaniu z biegiem na orientację jest wyższy ze względu na konieczność posiadania umiejętności w poruszaniu się na nartach biegowych w terenie leśnym. Podczas zimowych igrzysk wojskowych zawodnicy i zawodniczki rywalizowali w 4 konkurencjach; indywidualnie i drużynowo (kobiety i mężczyźni) na dystansach 13 km (3 km + 3 km+ 7 km). 

## Medaliści

### Kobiety
| Konkurencja             | Złoto                                                                    | Srebro                                                        | Brąz                                        |
| Konkurencja             | Drużyna/Zawodniczka                                                      | Drużyna/Zawodniczka                                           | Drużyna/Zawodniczka                         |
| indywidualnie szczegóły | Francja · Christelle Gros                                                | Rosja · Natalia Naumova                                       | Francja · Élodie Bourgeois-Pin              |
| drużynowo szczegóły     | Francja · Christelle Gros · Élodie Bourgeois-Pin · Annik Waxeler Pirrell | Rosja · Natalia Naumova · Natalia Tomiłowa · Tatiana Włassowa | Litwa · Vilma Rudzenskaitė · Sandra Pause · |

### Mężczyźni
| Konkurencja             | Złoto                                          | Srebro                                                   | Brąz                                           |
| Konkurencja             | Drużyna/Zawodnik                               | Drużyna/Zawodnik                                         | Drużyna/Zawodnik                               |
| indywidualnie szczegóły | Rosja · Eduard Chrennikow                      | Norwegia · Eivind Tonna                                  | Rosja · Wasilij Głuchariev                     |
| drużynowo szczegóły     | Rosja · Eduard Chrennikow · Wasilij Głuchariev | Norwegia · Eivind Tonna · Eirik Waterdahl · Yunas Yuveli | Finlandia · Antti Vaino · Olli-Marcus Tajwan · |

## Klasyfikacja medalowa
* Gospodarz zawodów został zaznaczony tym kolorem.
| Miejsce           | Reprezentacja     | Złoto | Srebro | Brąz | Razem |
| ----------------- | ----------------- | ----- | ------ | ---- | ----- |
|                   |                   |       |        |      |       |
| 1                 | Rosja             | 2     | 2      | 1    | 5     |
| 2                 | Francja           | 2     | 0      | 1    | 3     |
| 3                 | Norwegia          | 0     | 2      | 0    | 2     |
| 4                 | Finlandia         | 0     | 0      | 1    | 1     |
| 4                 | Litwa             | 0     | 0      | 1    | 1     |
| Ogółem (5 państw) | Ogółem (5 państw) | 4     | 4      | 4    | 12    |